# Catherine Bach
Catherine Bach, född Bachman den 1 mars 1954 i Warren, Ohio, är en amerikansk skådespelare. Hon är främst känd för sina roller som Daisy Duke i TV-serien The Dukes of Hazzard och som Margo Dutton i serien African Skies.